# Woronowo (obwód witebski)
Woronowo (biał. Варанова; ros. Вороново) – wieś na Białorusi, w obwodzie witebskim, w rejonie głębockim, w sielsowiecie Podświle.
Znajduje się tu kaplica prawosławna pw. św. Proroka Eliasza, podlegająca parafii w 
Zaborzu.

## Historia
W czasach zaborów wieś skarbowa w gminie Głębokie, w powiecie dzisieńskim, w guberni wileńskiej Imperium Rosyjskiego.
W latach 1921–1945 wieś leżała w Polsce, w województwie wileńskim, w powiecie dziśnieńskim, w gminie Głębokie, od 1929 w gminie Plisa.
Według Powszechnego Spisu Ludności z 1921 roku zamieszkiwało tu 100 osób, 16 było wyznania rzymskokatolickiego, 84 prawosławnego. Jednocześnie 6 mieszkańców zadeklarowało polską przynależność narodową, 94 białoruską. Było tu 14 budynków mieszkalnych. W 1931 w 17 domach zamieszkiwało 100 osób.
Wierni należeli do parafii rzymskokatolickiej w Głębokiem i prawosławnej w Zaborzu. Miejscowość podlegała pod Sąd Grodzki w Głębokiem i Okręgowy w Wilnie; właściwy urząd pocztowy mieścił się w Plisie.
W wyniku napaści ZSRR na Polskę we wrześniu 1939 miejscowość znalazła się pod okupacją sowiecką. 2 listopada została włączona do Białoruskiej SRR. Od czerwca 1941 roku pod okupacją niemiecką. W 1944 miejscowość została ponownie zajęta przez wojska sowieckie i włączona do Białoruskiej SRR.
Od 1991 w składzie niepodległej Białorusi.